# Blue Stahli
Blue Stahli — музыкальный проект направления электронного рока. Группа базируется в Детройте, Мичиган и является проектом мульти-инструменталиста Брэта Отри. Клейтон из Celldweller подписал с 2008 г. сотрудничество Blue Stahli с лейблом FiXT Music и Blue Stahli дебютировал со своим первым синглом «Kill Me Every Time». С тех пор Blue Stahli звучит в фильмах, трейлерах, телешоу и видеоиграх.
В настоящее время Blue Stahli выпущено всего 12 синглов, четыре альбома саундтреков Antisleep Vol.01/Vol.02/Vol.03/Vol.04, и два полноформатных альбома.
Его треки ULTRAnumb, Corner, Anti You, Metamorphosis, Give Me Everything You’ve Got и So So Bad были переписаны в FiXT Remix.
Стиль музыки похож на Celldweller. Используя предоставленные Клейтоном инструменты, Брет соединяет с агрессивной игрой на гитаре быстрые ритмы, ударные ритмы и громкие неожиданные звуковые эффекты.

## Дискография
- 2008: Kill Me Every Time (Single)
- 2008: Scrape (Single)
- 2008: Antisleep Vol. 01
- 2009: ULTRAnumb (Single)
- 2009: Throw Away (Single)
- 2009: Anti You (Single)
- 2009: Antisleep: Undercover (Cover Compilation)
- 2010: Corner (Single)
- 2010: ULTRAnumb Remixes
- 2011: Blue Stahli
- 2011: Antisleep Vol. 02
- 2012: Blue Stahli (Instrumentals)
- 2012: Blue Stahli (Single)
- 2012: Anti You Remixes
- 2012: Antisleep Vol. 03
- 2013: So So Bad Remixes
- 2013: Corner / Metamorphosis / Give Me Everything You’ve Got Remixes
- 2013: B-Sides and Other Things I Forgot
- 2013: Never Dance Again (Single)
- 2013: The Devil — Chapter 01
- 2014: The Devil — Chapter 02
- 2015: Blue Stahli — Not Over Til We Say So (Single)
- 2015: Antisleep Vol. 04 — Chapter 01
- 2015: The Devil
- 2016: Premonitions (EP)
- 2017: Antisleep Vol. 04
- 2018: Lakes of Flame (Single)
- 2020: Quartz
- 2020: Copper
- 2021: Obsidian

### Ремиксы и гостевые выступления
- Celldweller — «Own Little World» (Remixed by Blue Stahli) (2006)
- Celldweller — «Birthright» (Birthwrong Remix by Blue Stahli) (2008)
- Breathing Underwater — «Rain Clouds» (Blue Stahli Remix) (2009)
- Celldweller — «Frozen» (Celldweller vs. Blue Stahli) (2011)
- BT — «Feed The Monster» (Blue Stahli Mix) (2011)
- Celldweller — «Shapeshifter feat. Styles of Beyond» (Blue Stahli Remix) (2011)
- Beastie Boys — «Sabotage» (Blue Stahli Remix) (2012)
- Josh Money — «Carve» (Blue Stahli Reprise) (2013)
- Circle of Dust — «Nothing Sacred» (Blue Stahli Remix) (2016)
- Circle of Dust — «Deviate» (Blue Stahli Remix) (2016)
- Circle of Dust — «Bed of Nails» (Blue Stahli Remix) (2016)
- Circle of Dust — «Yurasuka» (Blue Stahli Remix) (2016)
- Scandroid — «Shout» (Blue Stahli Remix) (2017)
- Circle of Dust — «Humanarchy» (Blue Stahli Remix) (2018)